# أونا موريس
أونا موريس (بالإنجليزية: Una Morris) هي عداءة سريعة جامايكية، ولدت في 17 يناير 1947 في كينغستون في جامايكا.

## وصلات خارجية
- أونا موريس على موقع الاتحاد الدولي لألعاب القوى (الإنجليزية)
- أونا موريس على موقع اللجنة الأولمبية الدولية (الإنجليزية)
- أونا موريس على موقع أوليمبيديا (الإنجليزية)
- أونا موريس على موقع اتحاد ألعاب الكومنولث (مؤرشف) (الإنجليزية)